# Seleção Senegalesa de Futebol Feminino
A Seleção Senegalesa de Futebol Feminino representa o Senegal nas principais competições internacionais de futebol feminino. Ela é filiada à FIFA, CAF e à WAFU.

## História
O país participou de vários torneios de qualificação para a Copa do Mundo Feminina da FIFA e outros torneios de futebol realizados na África, mas em 2012 conquistou seu primeiro grande feito ao se classificar ao Campeonato Africano de Futebol Feminino pela primeira vez, porém perdeu todos os seus jogos na fase de grupos.
Em 2022, Senegal chegou à fase quartas de final do Campeonato Africano de Futebol Feminino de 2022, o melhor resultado da seleção feminina em uma competição oficial.

## Estatísticas

### Desempenho em competições oficiais

#### Copa do Mundo
| Desempenho do Senegal na Copa do Mundo | Desempenho do Senegal na Copa do Mundo | Desempenho do Senegal na Copa do Mundo | Desempenho do Senegal na Copa do Mundo | Desempenho do Senegal na Copa do Mundo | Desempenho do Senegal na Copa do Mundo | Desempenho do Senegal na Copa do Mundo | Desempenho do Senegal na Copa do Mundo |
| Ano                                    | Fase                                   | J                                      | V                                      | E                                      | D                                      | GP                                     | GC                                     |
| -------------------------------------- | -------------------------------------- | -------------------------------------- | -------------------------------------- | -------------------------------------- | -------------------------------------- | -------------------------------------- | -------------------------------------- |
| 1991                                   | Não se classificou                     | Não se classificou                     | Não se classificou                     | Não se classificou                     | Não se classificou                     | Não se classificou                     | Não se classificou                     |
| 1995                                   | Não se classificou                     | Não se classificou                     | Não se classificou                     | Não se classificou                     | Não se classificou                     | Não se classificou                     | Não se classificou                     |
| 1999                                   | Não se classificou                     | Não se classificou                     | Não se classificou                     | Não se classificou                     | Não se classificou                     | Não se classificou                     | Não se classificou                     |
| 2003                                   | Não se classificou                     | Não se classificou                     | Não se classificou                     | Não se classificou                     | Não se classificou                     | Não se classificou                     | Não se classificou                     |
| 2007                                   | Não se classificou                     | Não se classificou                     | Não se classificou                     | Não se classificou                     | Não se classificou                     | Não se classificou                     | Não se classificou                     |
| 2011                                   | Não se classificou                     | Não se classificou                     | Não se classificou                     | Não se classificou                     | Não se classificou                     | Não se classificou                     | Não se classificou                     |
| 2015                                   | Não se classificou                     | Não se classificou                     | Não se classificou                     | Não se classificou                     | Não se classificou                     | Não se classificou                     | Não se classificou                     |
| 2019                                   | Não se classificou                     | Não se classificou                     | Não se classificou                     | Não se classificou                     | Não se classificou                     | Não se classificou                     | Não se classificou                     |
| 2023                                   | Não se classificou                     | Não se classificou                     | Não se classificou                     | Não se classificou                     | Não se classificou                     | Não se classificou                     | Não se classificou                     |
| Total                                  | 0/9                                    | –                                      | –                                      | –                                      | –                                      | –                                      | –                                      |

#### Jogos Olímpicos
| Desempenho do Senegal nos Jogos Olímpicos | Desempenho do Senegal nos Jogos Olímpicos | Desempenho do Senegal nos Jogos Olímpicos | Desempenho do Senegal nos Jogos Olímpicos | Desempenho do Senegal nos Jogos Olímpicos | Desempenho do Senegal nos Jogos Olímpicos | Desempenho do Senegal nos Jogos Olímpicos | Desempenho do Senegal nos Jogos Olímpicos |
| Ano                                       | Fase                                      | J                                         | V                                         | E                                         | D                                         | GP                                        | GC                                        |
| ----------------------------------------- | ----------------------------------------- | ----------------------------------------- | ----------------------------------------- | ----------------------------------------- | ----------------------------------------- | ----------------------------------------- | ----------------------------------------- |
| 1996                                      | Não se classificou                        | Não se classificou                        | Não se classificou                        | Não se classificou                        | Não se classificou                        | Não se classificou                        | Não se classificou                        |
| 2000                                      | Não se classificou                        | Não se classificou                        | Não se classificou                        | Não se classificou                        | Não se classificou                        | Não se classificou                        | Não se classificou                        |
| 2004                                      | Não se classificou                        | Não se classificou                        | Não se classificou                        | Não se classificou                        | Não se classificou                        | Não se classificou                        | Não se classificou                        |
| 2008                                      | Não se classificou                        | Não se classificou                        | Não se classificou                        | Não se classificou                        | Não se classificou                        | Não se classificou                        | Não se classificou                        |
| 2012                                      | Não se classificou                        | Não se classificou                        | Não se classificou                        | Não se classificou                        | Não se classificou                        | Não se classificou                        | Não se classificou                        |
| 2016                                      | Não se classificou                        | Não se classificou                        | Não se classificou                        | Não se classificou                        | Não se classificou                        | Não se classificou                        | Não se classificou                        |
| 2020                                      | Não se classificou                        | Não se classificou                        | Não se classificou                        | Não se classificou                        | Não se classificou                        | Não se classificou                        | Não se classificou                        |
| 2024                                      | Não se classificou                        | Não se classificou                        | Não se classificou                        | Não se classificou                        | Não se classificou                        | Não se classificou                        | Não se classificou                        |
| 2028                                      | A determinar                              | A determinar                              | A determinar                              | A determinar                              | A determinar                              | A determinar                              | A determinar                              |
| 2032                                      | A determinar                              | A determinar                              | A determinar                              | A determinar                              | A determinar                              | A determinar                              | A determinar                              |
| Total                                     | 0/8                                       | –                                         | –                                         | –                                         | –                                         | –                                         | –                                         |

#### Campeonato Africano de Futebol Feminino
*Empates incluem partidas decididas nos pênaltis
| Desempenho do Senegal no Campeonato Africano | Desempenho do Senegal no Campeonato Africano | Desempenho do Senegal no Campeonato Africano | Desempenho do Senegal no Campeonato Africano | Desempenho do Senegal no Campeonato Africano | Desempenho do Senegal no Campeonato Africano | Desempenho do Senegal no Campeonato Africano | Desempenho do Senegal no Campeonato Africano |
| Ano                                          | Fase                                         | J                                            | V                                            | E                                            | D                                            | GP                                           | GC                                           |
| -------------------------------------------- | -------------------------------------------- | -------------------------------------------- | -------------------------------------------- | -------------------------------------------- | -------------------------------------------- | -------------------------------------------- | -------------------------------------------- |
| 1991                                         | Não se classificou                           | Não se classificou                           | Não se classificou                           | Não se classificou                           | Não se classificou                           | Não se classificou                           | Não se classificou                           |
| 1995                                         | Não se classificou                           | Não se classificou                           | Não se classificou                           | Não se classificou                           | Não se classificou                           | Não se classificou                           | Não se classificou                           |
| 1998                                         | Não se classificou                           | Não se classificou                           | Não se classificou                           | Não se classificou                           | Não se classificou                           | Não se classificou                           | Não se classificou                           |
| 2000                                         | Não se classificou                           | Não se classificou                           | Não se classificou                           | Não se classificou                           | Não se classificou                           | Não se classificou                           | Não se classificou                           |
| 2002                                         | Não se classificou                           | Não se classificou                           | Não se classificou                           | Não se classificou                           | Não se classificou                           | Não se classificou                           | Não se classificou                           |
| 2004                                         | Não se classificou                           | Não se classificou                           | Não se classificou                           | Não se classificou                           | Não se classificou                           | Não se classificou                           | Não se classificou                           |
| 2006                                         | Não se classificou                           | Não se classificou                           | Não se classificou                           | Não se classificou                           | Não se classificou                           | Não se classificou                           | Não se classificou                           |
| 2008                                         | Não se classificou                           | Não se classificou                           | Não se classificou                           | Não se classificou                           | Não se classificou                           | Não se classificou                           | Não se classificou                           |
| 2010                                         | Não se classificou                           | Não se classificou                           | Não se classificou                           | Não se classificou                           | Não se classificou                           | Não se classificou                           | Não se classificou                           |
| 2012                                         | Fase de grupos                               | 3                                            | 0                                            | 0                                            | 3                                            | 0                                            | 7                                            |
| 2014                                         | Não se classificou                           | Não se classificou                           | Não se classificou                           | Não se classificou                           | Não se classificou                           | Não se classificou                           | Não se classificou                           |
| 2016                                         | Não se classificou                           | Não se classificou                           | Não se classificou                           | Não se classificou                           | Não se classificou                           | Não se classificou                           | Não se classificou                           |
| 2018                                         | Não se classificou                           | Não se classificou                           | Não se classificou                           | Não se classificou                           | Não se classificou                           | Não se classificou                           | Não se classificou                           |
| 2022                                         | Quartas de final                             | 4                                            | 2                                            | 1                                            | 1                                            | 4                                            | 2                                            |
| 2024                                         | Quartas de final                             | 4                                            | 1                                            | 1                                            | 2                                            | 6                                            | 4                                            |
| Total                                        | 3/15                                         | 11                                           | 3                                            | 2                                            | 6                                            | 10                                           | 13                                           |